# Мелникич
Мелникич (на гръцки: Μελενικίτσι, Меленикици, катаревуса: Μελενικίτσιον, Меленикицион, до 1926 година Μελεγκίτσι, Меленкици) е село в Република Гърция, Егейска Македония, в дем Долна Джумая (Ираклия), област Централна Македония.

## География
Селото е разположено в Сярското поле в западното подножие на планината Шарлия на 11 километра северозападно от град Сяр (Серес) и на 13 километра източно от Просеник (Скотуса). Селото е слято с Топалово (Неа Тиролои).

## История

### Етимология
Според Йордан Н. Иванов името е от Мелник < *Мельникъ, производно от мел, пясъчник, варовик, старобългарското мѣлъ и наставка -ич.

### В Османската империя
През XIX век и началото на XX век, Мелникич е село, числящо се към Сярската каза на Османската империя. В „Етнография на вилаетите Адрианопол, Монастир и Салоника“, издадена в Константинопол в 1878 година и отразяваща статистиката на населението от 1873, Мелникич (Melnikitch) е посочено като село със 102 домакинства, като жителите му са 328 българи.
В 1891 година Георги Стрезов определя селото като част от Овакол и пише:
| „ | Мелникич, на И от Ристос, при полите на същата вейка, както реченото село. Това село е чифлик на серянина Михаил и се отличава с църквата си и вилите на притежателя. Земята като в Ристос е от най-добрите; произвежда всичките жита, памук, сусам; само лозя не виреят. В църквата „Св. Архангел“ се чете гръцки. 90 къщи чисти българе. | “ |

Според статистиката на Васил Кънчов („Македония. Етнография и статистика“) от 1900 година Мелникич брои 550 жители българи.
Всички християни от Мелникич са под ведомството на Цариградската патриаршия. По данни на секретаря на Българската екзархия Димитър Мишев („La Macédoine et sa Population Chrétienne“) в 1905 година в селото живеят 640 българи патриаршисти гъркомани. В селото има 1 начално гръцко училище с 1 учител и 8 ученици.

### В Гърция
След Междусъюзническата война в 1913 година селото попада в пределите на Гърция. През 1926 година селото е прекръстено на Меленикици.
| Име                       | Име             | Ново име   | Ново име   | Описание |
| ------------------------- | --------------- | ---------- | ---------- | --- |
| Азандарка                 | Άζαντάρκα       | Андартиса  | Άντάρτισσα | местност на Ю от Мелникич |
| Пашовка                   | Πασιοφκα        | Василика   | Βασιλικά   | местност на ЮЗ от Мелникич |
| Калъчкувица               | Καλιτσικουβίτσα | Вактирия   | Βακτήρια   | ниви на СИ от Мелникич; от калъчка < калъч < турското kalıç, „сабя“ и топонимична наставка |
| Таушан                    | Ταουσιάν Λόφος  | Лагокорифи | Λαγοκορυφή | възвишение на З от Мелникич (96,7 m) |
| Калдъръм                  | Καλτερίμ        | Петродес   | Πετρώδες   | връх на И от Мелникич и местност на СЗ от Мелникич и на СИ от Кула |
| Копана вода               | Κοπάνα Βόδα     | Потистра   | Ποτίστρα   | местност в Шарлия на СИ от Мелникич |
| Ирминден и Ирминдин       | Ίρμινές         | Клефтес    | Κλέφτες    | оброк над Метох, посещаван на 1 май, празника на Пророк Йеремия |
| Лигинско или Лигин чифлик | Λιγίντκα        | Нифорема   | Νυφόρεμα   | река в Шарлия на И от Мелникич и местност на ЮИ, в която до 1916 година е имало чифлик, собственост както и Мелникич на Михал Александър от Солун; вероятно от леген, което е от λεγένι във връзка с теренната форма, сравнимо е Легенъ градъ край Тетово |
| Лейни или Легини          | Λεγίνι          | Марамена   | Μαραμένα   | местност в Шарлия на СИ от Мелникич |
| Пладко                    | Πλάντκου        | Плати Рема | Πλατύ Ρέμα | река |
| Бара                      | Μπάρα           | Стенома    | Στένωμα    | местност в Шарлия на ИСИ от Мелникич |

## Личности
Родени в Мелникич
- Георги Мухчинов (1866 – 1899), войвода на ВМК
- Дане Мелникичли, български революционер, заловен и осъден в 1897 година, лежал до 1904 година в Серския затвор, след което преместен по заповед на Хилми паша в Солун[13]
- Димитър (Митруш) Илиев Кърпачев, български революционер от ВМОРО, четник[14]
- Дионисий Стойчов, учи в богословските училища в Халки и в Белград (1876), по време на Сръбско-турската война моли Добродетелната дружина за парична помощ, за да се завърне в България[15]
- Костас Тренциос (р. 1957), гръцки политик
- Синодин Попсидеров (1601 – ?), духовник, хронист
- Прокопий Мелнишки (? – 1891), мелнишки митрополит
- Тома Попстоянов (1887 – 1946), деец на ВМОРО
- Христо Попстоянов (1876-1934), български просветен деец, публицист и църковен певец[16]

Починали в Мелникич
- Костадин Иванов (1876 – ?), български революционер
- Никола Николиев (? – 1904), български революционер, серски войвода на ВМОРО